# 中嶋砦
中嶋砦（なかしまとりで）、または中島砦は、愛知県名古屋市緑区鳴海町下中にあった砦。織田信長が今川義元との戦いの際に鳴海城を囲むように築いた三砦の一つ。

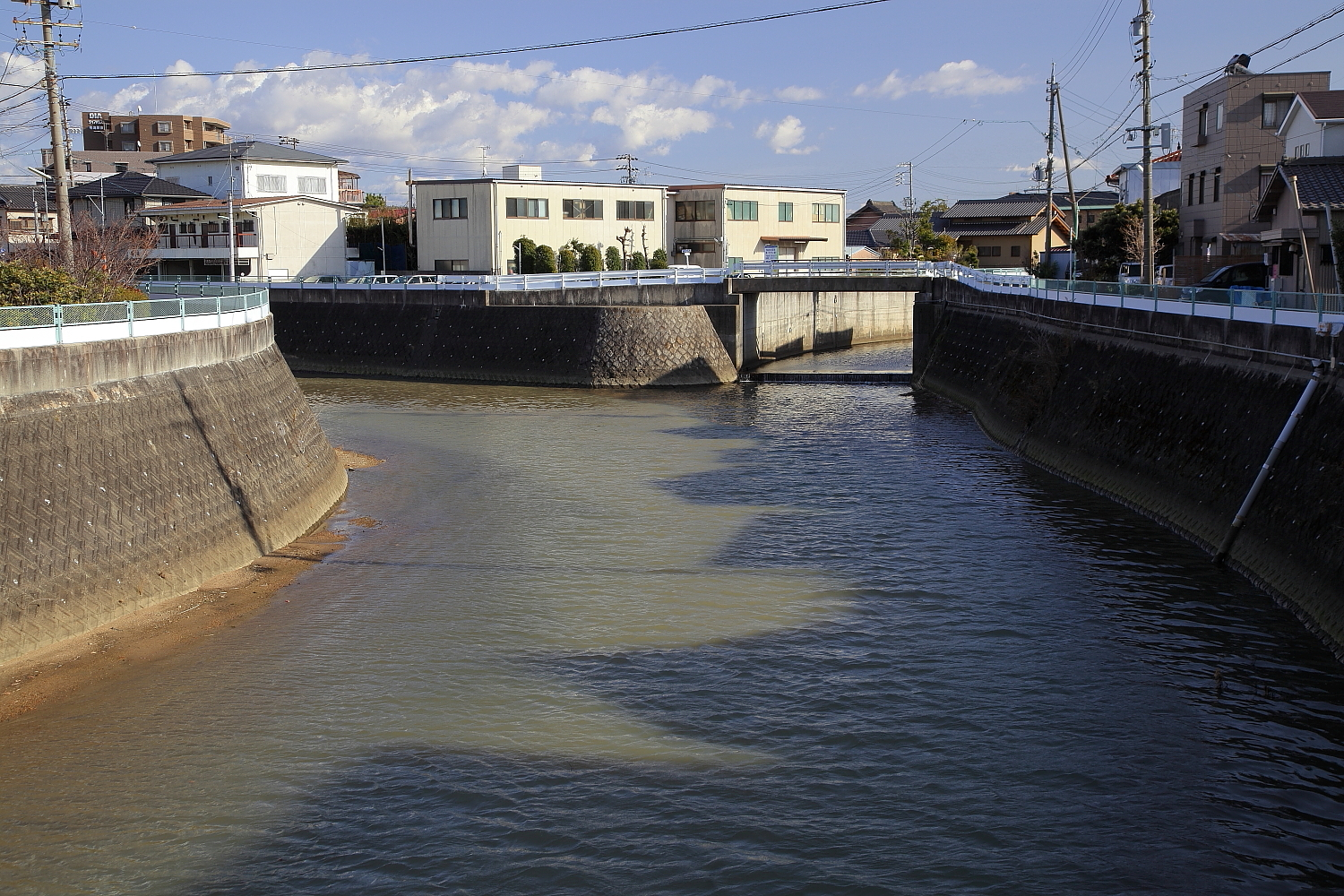
扇川（左奥より）と手越川（右奥より）の合流点付近
（2014年（平成26年）2月）

## 沿革
尾張で勢力を伸ばしていた織田信秀の死後、子の信長が跡を継ぐと、信秀に従っていた鳴海城主山口教継が駿河の今川義元に寝返り、義元は大高城を手中にした。そこで信長は、大高城に対して丹下砦・善照寺砦・中嶋砦を築き、さらに大高城と鳴海城の間を遮断するために、丸根砦と鷲津砦を築いた。中嶋砦は守将として梶川高秀が置かれた。
永禄3年5月19日（西暦1560年6月12日）、今川義元が尾張に侵攻して来ると、信長は清洲城を出陣するが、鷲津・丸根両砦は落とされてしまった。信長はまず丹下砦へ入り、次に善照寺砦へ移った。そのとき義元は「おけはざま山」で休息しており、信長がさらに中嶋砦に移ろうとしたところ、脇は深田で一騎ずつしか通れない道で敵から丸見えなため家老衆が止めたが、信長は振り切って中嶋砦に移った。その時点で信長軍は2千足らずだったが、またしても家老衆が止めるのを、敵方は戦闘で疲れていると判断した信長は義元本隊に突撃し、ついに義元を敗死させた（桶狭間の戦い）。その結果、今川軍は尾張から撤退し、中嶋砦も役割を終えた。

## 現況
扇川と手越川の合流地点に位置し、一帯は宅地化されていて、個人宅の庭に1927年（昭和2年）に鳴海町により建立された「中島城址」の石碑がある。

## 交通
名鉄鳴海駅より南東へ徒歩約5分。